# Boreing (Kentucky)
Pour les articles homonymes, voir Boreing.
Boreing est un secteur non constitué en municipalité du comté de Laurel, au Kentucky (États-Unis).

## Histoire
Un bureau de poste est ouvert à Boreing en 1884 et demeure en opération jusqu'en 1971. La localité a été nommée en l'honneur de Vincent Boreing, un homme politique du Kentucky.